# ニューイングランド・ジャーナル・オブ・メディシン
『ニューイングランド・ジャーナル・オブ・メディシン』（英語：The New England Journal of Medicine、略称：N Engl J Med または NEJM）は、マサチューセッツ内科外科学会によって発行される、英語で書かれた査読制の医学雑誌である。継続して発行されている医学雑誌のうちでは世界で最も長い歴史を誇り、また世界で最も広く読まれ、最もよく引用され、最も影響を与えている一般的な医学系定期刊行物となっている。日本版は1997年より南江堂から発行されている。
同誌は、論説、独自研究による論文、広く引用される論評記事、投稿欄、症例報告を設けている。また、「臨床医学における画像」という題の特別セクションも設けている。

## 歴史
ニューイングランド・ジャーナル・オブ・メディシンは、ジョン・コリンズ・ウォーレン（en:John Collins Warren）博士によって1812年に創刊された。当時は季刊誌で、タイトルも『ニューイングランド・ジャーナル・オブ・メディシン・アンド・サージャリー』（The New England Journal of Medicine and Surgery）となっていた。1827年の1年間は、誌名は『ニューイングランド・メディカル・リヴュー・アンド・ジャーナル』（The New England Medical Review and Journal）とされていた。1828年には週刊誌となり、誌名も『ボストン・メディカル・アンド・サージカル・ジャーナル』（The Boston Medical and Surgical Journal）と変更された。現在の名称になったのはその100年後のことである。
ヘンリー・K.ビーチャー（en:Henry K. Beecher）の有名な論文記事「Ethics and Clinical Research（倫理観と臨床調査）」がジャーナル・オブ・ジ・アメリカン・メディカル・アソシエーション（JAMA）に却下されたあと、NEJMによって1966年に発行された。他の執筆者には、著名な医師たちに並び、 オリバー・ウェンデル・ホームズ（Oliver Wendell Holmes, Sr.）、ハンス・ジンサー（en:Hans Zinsser）、ルイス・トーマス（en:Lewis Thomas）の名が加わっていた。初期の編集長のひとり、ジェローム・スミス（en:Jerome V. C. Smith）は、1857年にボストン市長を務めるために編集長の座を降りた。
Evolution of the Journal
- January 1814 edition of the Journal.
- 1823 Boston Medical Intelligencer.
- 1828 Boston Medical and Surgical Journal.

## 同誌の及ぼす影響
ジョージ・ポーク・アワード（en:George Polk Awards、米国のジャーナリズム賞）は、NEJMに授与した1977年の賞について「出版に対する、来る数十年間における莫大な注目と名誉を得るであろう最初の顕著な大勢の可能性を提供した」と特筆した。
同誌はたいてい、臨床医学雑誌（JAMAやランセットをも含む）のうちで最も高いインパクトファクターを誇る。ジャーナル・サイテーション・リポーツ（en:Journal Citation Reports）によると、2006年には、同誌のインパクトファクターは51であり、50を上回った最初の学術雑誌となった。

## オープンアクセス・ポリシー
ニューイングランド・ジャーナル・オブ・メディシンは、雑誌発行よりやや後になるが、掲載された論文記事にオンラインでアクセスできるようにもしている（発行より6か月遅れでアクセス可能。1993年の記事まで閲覧できる）。この6か月の遅延は後発開発途上国の読者には適用されず個人利用に限り無料利用できる。
ニューイングランド・ジャーナル・オブ・メディシンはまたポッドキャストを利用した拡張サービスを2つ有している。ひとつは雑誌に載った記事を執筆している医師や研究者のインタビューで、もうひとつは各論文の内容の要約である。またContinuing Medical Education、Videos in Clinical Medicine（医療処置のビデオを見せる）や、今週のImage Challengeなどもサービスに含まれる。

## 編集長
- Walter Prentice Bowers（1921年–1937年）
- Robert Nason Nye（1937年–1947年）
- Joseph Garland（1947年–1967年）
- Franz J. Ingelfinger（1967年–1977年）
- Arnold S. Relman（1977年–1991年）
- Jerome P. Kassirer（1991年–1999年）
- Marcia Angell（1999年–2000年）
- Jeffrey M. Drazen（2000年– ）